# ابيك العليا (زياران)
ابيك العلیا (بالفارسية: ابیک علیا) هي قرية تقع في إيران في قسم زیاران الریفي.